# Estola dilloni
Estola dilloni là một loài bọ cánh cứng trong họ Cerambycidae.